# 中華民國客家委員會
客家委員會（簡稱客委會）為中華民國有關客家族群事務的最高主管機關，成立於2001年6月，2012年升格為部會級機關。其目標是復興臺灣日漸流失的客家文化，延續傳統文化並促進尊重多元族群文化。

## 歷史
- 2000年5月11日，行政院第2681次院會通過《行政院客家事務委員會籌備處暫行組織規程》及《行政院客家事務委員會組織條例》草案，9月1日籌備處成立。

- 2001年5月2日，立法院針對「行政院客家事務委員會組織條例」進行朝野協商，達成機關名稱改為「行政院客家委員會」之共識。

- 2001年5月16日，總統公布《行政院客家委員會組織條例》。

- 2001年6月14日，行政院客家委員會成立，設3處（企劃處、文教處、綜合處）2室（人事室、會計室）。

- 2002年8月17日，辦公室自中央聯合辦公大樓遷移至中油大樓。

- 2010年1月27日，總統公布《客家基本法》。

- 2011年2月25日，公告69個「客家文化重點發展區」。

- 2011年6月29日，總統公布《客家委員會組織法》。

- 2011年9月10日，宣布「天穿日」為全國客家日。

- 2012年，「行政院客家委員會」改制為「客家委員會」，設4處（綜合規劃處、文化教育處、產業經濟處、傳播行銷處）4室（秘書室、人事室、主計室、政風室）。

- 2013年，辦公室自中油大樓遷移至行政院新莊聯合辦公大樓。

- 2017年2月24日，公告70個「客家文化重點發展區」。

- 2018年1月31日，總統公布修正後之《客家基本法》，客語定為國家語言之一。

- 2020年11月19日，「文化教育處」改組為「語言發展處」，「傳播行銷處」改組為「藝文傳播處」，2021年1月18日掛牌成立。

- 2021年6月15日，行政院核定「國家客家發展計畫」。

- 2022年1月6日，公告調整12月28日「還我母語運動日」為全國客家日。

## 歷任主委
| 任別                      | 圖片                      | 姓名                      | 政黨                      | 就職時間                  | 卸任時間                  |
| 行政院客家委員會 主任委員 | 行政院客家委員會 主任委員 | 行政院客家委員會 主任委員 | 行政院客家委員會 主任委員 | 行政院客家委員會 主任委員 | 行政院客家委員會 主任委員 |
| ------------------------- | ------------------------- | ------------------------- | ------------------------- | ------------------------- | ------------------------- |
| 1                         |                           | 范光群                    | 無黨籍                    | 2001年6月14日             | 2002年1月31日             |
| 2                         |                           | 葉菊蘭                    | 民主進步黨                | 2002年2月1日              | 2004年5月19日             |
| 3                         |                           | 羅文嘉                    | 民主進步黨                | 2004年5月20日             | 2005年3月13日             |
| 代理                      |                           | 李永得                    | 民主進步黨                | 2005年3月14日             | 2005年6月7日              |
| 4                         | 2005年6月8日              | 李永得                    | 民主進步黨                | 2008年5月19日             |                           |
| 5                         |                           | 黃玉振                    | 中國國民黨                | 2008年5月20日             | 2011年12月31日            |
| 客家委員會 主任委員       |                           |                           |                           |                           |                           |
| 6                         |                           | 黃玉振                    | 中國國民黨                | 2012年1月1日              | 2014年7月7日              |
| 代理                      |                           | 劉慶中                    | 無黨籍                    | 2014年7月8日              | 2014年8月4日              |
| 7                         | 2014年8月5日              | 劉慶中                    | 無黨籍                    | 2016年1月31日             |                           |
| 8                         |                           | 鍾萬梅                    | 中國國民黨                | 2016年2月1日              | 2016年5月19日             |
| 9（再任）                 |                           | 李永得                    | 民主進步黨                | 2016年5月20日             | 2020年5月19日             |
| 10                        |                           | 楊長鎮                    | 民主進步黨                | 2020年5月20日             | 2024年5月19日             |
| 11                        |                           | 古秀妃                    | 無黨籍                    | 2024年5月20日             | 現任                      |

## 組織
- 主任委員
  - 副主任委員（2人，政務、常務各1人）
    - 主任秘書（1人）

  - 委員（21-27人）： 第七屆委員－董建宏（內政部機關代表）、李靜慧（文化部機關代表）、朱俊彰（教育部機關代表）、廖惠慶、范姜淑雲	、林念慈、鄒永華、黃肇成、葉晉玉、葉仁基、劉源利、邱淑治、張典婉、詹彩虹、鄭香浩、彭瑞德、吳亭亭、徐永銓、吳炳文、李秉承、王新財、李寬治、宋廷棟、黃啟仁、劉仕彩、李惠敏、林金樺。

### 業務單位
- 綜合規劃處： 客家事務政策之綜合規劃及協調，辦理全國客家會議、地方客家事務相關會議；客家基礎資料之蒐集、研究及分析；客家知識體系發展之推動；施政策略、國家發展計畫、國家客家發展計畫、中長程、中程及年度施政計畫；業務報告、施政報告、委員會議；資訊服務及資通安全推動執行；國際客家事務、客家社團發展、客家事務之公民參與與客家銀髮、青年社會力成長、國際多元文化交流合作業務。
- 語言發展處： 客語政策與法規、客語教育、客語師資人才培育、客語能力認證、客語通行語及政府服務客語之推動、客語社會推廣、客語文基礎建立、普及使用及數位應用發展。
- 產業經濟處： 客家文化產業發展推動、行銷推廣、經營管理、人才培育、客家生活環境營造、傳統空間保存及發展再利用、客家文化及產業設施活化、經營及輔導。
- 藝文傳播處： 客家藝文發展推動、客家傳播產業與客家文化內容產業發展、客家語言及文化聲望提升；媒體公關、新聞發布、政策宣傳與輿情蒐整；財團法人客家公共傳播基金會之監督及輔導。

### 幕僚單位
- 秘書室：印信典守及文書、檔案；國會聯絡、出納、財務、營繕、採購等事務。
- 人事室：掌理人事事項。
- 政風室：掌理政風事項。
- 主計室：掌理歲計、會計及統計事項。

### 任務編組
- 法規會：為常設性部門，辦理法制業務。
- 客庄369專案辦公室：為臨時性部門，協助行政院客庄369治理平臺，以人文形塑、環境整備、產業發展三大面向，協調跨部會各項計畫協助與分工，投入客庄區域聯合治理。

### 所屬單位
- 客家委員會客家文化發展中心
  - 六堆客家文化園區
  - 臺灣客家文化館

## 相關資料
- 客家委員會組織法 （页面存档备份，存于）
- 客家委員會會徽圖說 （页面存档备份，存于）
- 客家人口分布圖
- 全國客家人口暨語言基礎資料 （页面存档备份，存于）
- 客家文化重點發展區鄉（鎮、市、區）一覽表 （页面存档备份，存于）
- 客家委員會施政計畫 （页面存档备份，存于）
- 客家委員會施政績效 （页面存档备份，存于）
- 《客家政策20年藍皮書》電子書 （页面存档备份，存于）
- 客庄小旅行 （页面存档备份，存于）

## 外部連結
- 客家委員會 （页面存档备份，存于）
- 客家文化發展中心 （页面存档备份，存于）
- 哈客網路學院 （页面存档备份，存于）
- 客語能力認證網站 （页面存档备份，存于）
- 臺灣客家等路大街 （页面存档备份，存于）

Facebook：
- 客家委員會Hakka Affairs Council
- 臺灣客家文化館 （页面存档备份，存于）
- 六堆客家文化園區 （页面存档备份，存于）
- 哈客網路學院 Hakka e-Learning Center
- 桐花祭 Tung Blossom Festival

Youtube、Twitter：
- 客家委員會Youtube （页面存档备份，存于）
- 客家委員會Twitter （页面存档备份，存于）

客家委員會重要代表性標章理念或重要節日：
- 客家委員會會徽 （页面存档备份，存于）
- 「𠊎講客客語友善環境形象識別標誌理念及應用規範」 （页面存档备份，存于）
- 「浪漫臺三線logo理念及應用規範」
- 「樟之細路故事」 （页面存档备份，存于）
- 「客家文化重點發展區形象標誌」
- 「1228還我母語運動日」簡介 （页面存档备份，存于）